# カルロ2世 (ナポリ王)

カルロ2世の紋章

カルロ2世（イタリア語: Carlo II d'Angiò, 1254年 - 1309年5月5日）は、ナポリ王（在位：1285年 - 1309年）。シチリア王カルロ1世（シャルル・ダンジュー）と最初の妃ベアトリス・ド・プロヴァンスの子。

## 生涯
1282年、父カルロ1世がシチリア晩祷戦争でシチリアを追われると、父と共にナポリに逃亡してアラゴン王ペドロ3世と戦う。しかし1284年、アラゴン海軍と戦って敗れて捕虜となった。
1288年、シチリアを完全放棄するという条件で釈放され、既に没していた父の跡を継いでナポリ王として即位する。しかし父以来の宿願であるシチリア奪還を諦めず、1289年には巧みな政治工作でローマ教皇ニコラウス4世からシチリア王として戴冠を受けた。また、妃であるハンガリー王イシュトヴァーン5世の娘マーリアとの間の長男カルロ・マルテッロを神聖ローマ皇帝ルドルフ1世の娘クレメンツィアと結婚させた上、ハンガリー摂政を名乗らせて同国の王位継承争いに介入した（カルロ・マルテッロは1295年に23歳で死去したが、後にその息子のカルロ・ロベルトがハンガリー王カーロイ1世となる）。
こうした情勢を背景にして、ペドロ3世の三男のシチリア王フェデリーコ2世と戦ったが、シチリアを奪還することはできず、1295年に次女ビアンカをアラゴン王ハイメ2世（ペドロ3世の次男でフェデリーコ2世の兄、当時シチリア王を兼ねた）と、1297年に三男ロベルトをフェデリーコ2世の妹ビオランテと、1302年に三女エレオノーラをフェデリーコ2世とそれぞれ結婚させ、アラゴン家との和平を図っている。
カルロ2世は父からアカイア公国も継承したが、自身がシチリア王として戴冠した1289年に弟フィリッポ（1277年没）の未亡人であったイザベル・ド・ヴィルアルドゥアンがラテン帝国継承者の近親フロラン・ド・エノーと再婚すると、これに譲った。しかしフロランの死後（1297年）、1301年にイザベルがフィリップ・ド・サヴォワと再々婚して共治に乗り出したことには難色を示し、これを廃して自身の四男ターラント公フィリッポを公位に就けた（1306年6月5日）。
1309年にナポリで死去し、三男ロベルトが王位を継承した。

## 家族
1270年にハンガリー王イシュトヴァーン5世の娘マーリア（1257年頃 - 1323年）と結婚した。なお、マーリアの弟ラースロー4世がカルロ2世の妹イザベッラと結婚している。マーリアとの間には14子が生まれた。
- カルロ・マルテッロ（1271年 - 1295年） - アンジュー＝ハンガリー家の祖
- マルゲリータ（マルグリット、1273年 - 1299年） - ヴァロワ伯シャルル（ヴァロワ家の祖）と結婚
- ルドヴィコ（ルイ、1274年 - 1297年） - トゥールーズ司教、聖人
- ロベルト（ロベール、1277年 - 1343年） - ナポリ王
- フィリッポ（フィリップ、1278年 - 1331年） - アンジュー＝ターラント家の祖、アカイア公、ターラント公
- ビアンカ（ブランシュ、ブランカ、1280年 - 1310年） - アラゴン王ハイメ2世と結婚
- ライモンド・ベレンガリオ（レーモン・ベレンゲール、1281年 - 1307年） - プロヴァンス伯
- ジョヴァンニ（1283年 - ?）
- トリスタノ（1284年 - ?）
- エレオノーラ（エレオノール、1289年 - 1341年） - シチリア王フェデリーコ2世と結婚
- マリア（1290年 - 1346年頃） - マヨルカ王サンチョ1世と結婚
- ピエトロ（1291年 - 1315年） - グラヴィナ伯
- ジョヴァンニ（1294年 - 1336年） - アンジュー＝ドゥラッツォ家の祖、ドゥラッツォ公、アカイア公、グラヴィーナ伯
- ベアトリーチェ（1295年 - 1321年） - 1305年4月にフェラーラ侯アッツォ8世・デステと結婚、1309年にアンドリア伯ベルトランド3世・デル・バルツォと再婚。